# Het Huis Anubis (album)
Het Huis Anubis is het eerste album van de Nederlandse televisieserie Het Huis Anubis. Het album verscheen op 1 oktober 2007 in België en Nederland. Het Huis Anubis bracht al drie singles uit: de eerste was Het Huis Anubis gezongen door Nienke (dit was eveneens de titelsong van de serie Het Huis Anubis in het eerste seizoen), de tweede was Hij, eveneens gezongen door Nienke, maar onder de titel Het Huis Anubis, en de derde was Het geheim, ook gezongen door Nienke, onder de titel Het Huis Anubis.

## Tracklist
| Nr. | Titel                    | Zanger(es)                                                   |
| --- | ------------------------ | ------------------------------------------------------------ |
| 1   | Het Huis Anubis          | Nienke                                                       |
| 2   | Het geheim               | Nienke                                                       |
| 3   | Hij                      | Nienke                                                       |
| 4   | Liefde is een raadsel    | Nienke                                                       |
| 5   | Wonder                   | Nienke                                                       |
| 6   | Ik ben Nienke            | Nienke                                                       |
| 7   | De schat van Anubis      | De hele cast (met uitzondering van Mick, Appie, Mara en Noa) |
| 8   | Mooi, lief, zacht        | Nienke                                                       |
| 9   | Ik wil zingen            | Nienke                                                       |
| 10  | Zondag                   | Joyce                                                        |
| 11  | Sarah                    | Nienke                                                       |
| 12  | Tot ziens, lieve dochter | Nienke                                                       |
| 13  | Ware liefde              | Nienke                                                       |

### Singles van het album
| Single met eventuele hitnotering(en) in de Nederlandse Top 40 | Datum van verschijnen | Datum van binnenkomst | Hoogste positie | Aantal weken | Opmerkingen         |
| ------------------------------------------------------------- | --------------------- | --------------------- | --------------- | ------------ | ------------------- |
| Het Huis Anubis                                               | 08-01-2007            | 20-01-2007            | 1(1wk)          | 8            | als Nienke          |
| Hij                                                           | 23-05-2007            | 02-06-2007            | 3               | 8            | als Het Huis Anubis |

| Single met hitnotering(en) in de Vlaamse Ultratop 50 | Datum van verschijnen | Datum van binnenkomst | Hoogste positie | Aantal weken | Opmerkingen         |
| ---------------------------------------------------- | --------------------- | --------------------- | --------------- | ------------ | ------------------- |
| Het huis Anubis                                      | 2007                  | 20-01-2007            | 13              | 7            | als Nienke          |
| Hij                                                  | 23-05-2007            | 02-06-2007            | 17              | 9            | als Het Huis Anubis |
| Het geheim                                           | 15-09-2007            | -                     |                 |              | als Het Huis Anubis |